# Ужас Амитивилля: Пробуждение
«Ужас Амитивилля: Пробуждение» (англ. Amityville: The Awakening) — американский фильм ужасов о сверхъестественном 2017 года, написанный и снятый Франком Халфуном, с Дженнифер Джейсон Ли, Беллой Торн, Кэмерон Монахэн, Маккенной Грейс, Томасом Манном, Тейлором Спрейтлер, Дженнифер Моррисон и Куртвудом Смитом в главных ролях. Это десятая часть основной серии фильмов «Ужас Амитивилля» и прямое продолжение/метафильм, действие которого происходит в «реальном мире» вне непрерывности сериала, который устанавливает «Ужас Амитивилля» (1979), сиквелы с 1982 по 1996 год и ремейк оригинального фильма 2005 года как художественная литература. Сюжет повествует о подростке, который переезжает со своей семьей на Оушен-авеню, 112, и вскоре обнаруживает, что их преследует демоническая сущность, использующая тело её брата-близнеца с мертвым мозгом в качестве сосуда.
Снятый в 2014 году, фильм неоднократно откладывался с выпуском, прежде чем 12 октября 2017 года его наконец выпустили бесплатно в Google Play. 28 октября он был выпущен ограниченным тиражом компанией Dimension Films. Это последний фильм, выпущенный RADiUS-TWC, поскольку 16 июля 2018 года компания закрылась вместе с The Weinstein Company. В России премьера состоялась 20 июля.

## Сюжет
Подросток Белль Уокер переезжает на Оушен-авеню, 112 в Амитивилле, Лонг-Айленд, со своей матерью Джоан, младшей сестрой Джульеттой, братом-близнецом Джеймсом с мертвым мозгом, а также её собакой Ларри. Причина, по которой семья переехала туда, заключалась в том, чтобы быть ближе к доктору Милтону, неврологу, надеющемуся вылечить Джеймса, который находится на системе жизнеобеспечения после несчастного случая, в результате которого он был парализован. Переехав, Джульетта говорит Белль, что Джеймс в последнее время разговаривал с ней. Той ночью Джеймс становится неподвижным, но таинственным образом оживает и открывает глаза.
В школе сверстники насмехаются над Белль из-за того, что она переехала в дом, который, как она узнает, был местом массового убийства, совершенного Рональдом ДеФео-младшим в 1974 году. В своей спальне на третьем этаже она обнаруживает пятна крови от убийства, спрятанные под обои.
Однажды ночью Белль приглашает знакомых Терренса — энтузиаста привидений в Амитивилле — и Мариссу посмотреть в доме «Ужас Амитивилля» (1979). В 3:15 в середине фильма отключается электричество, и все трое идут в подвал, чтобы найти блок предохранителей, где им противостоит Джоан, которая думает, что они злоумышленники.
Доктор Милтон, который подозревает, что у Джеймса может быть синдром запертости, проводит тест ЭЭГ Джеймса, который показывает усиление неврологической функции. Во время теста доктор Милтон становится свидетелем появления мух, заполняющих комнату и нападающих на него, и потрясенный покидает дом.
Джеймс быстро получает возможность общаться с семьей через компьютерную систему AAC, которая позволяет ему печатать, глядя на буквы на экране. Терренс предполагает Белль, что внезапное возрождение Джеймса может быть результатом одержимости домом, и они подозревают, что кольцо на земле вокруг дома может представлять собой магический круг.
Белль рассказывает Мариссе о своем тяжелом прошлом и сообщает, что Джеймс получил травмы после падения с балкона третьего этажа во время драки с мальчиком, который слил в сеть фотографии обнаженной Белль.
Белль спрашивает Джеймса, обитает ли кто-то ещё в его теле, на что он отвечает «Да» и «Помогите» через свой компьютер. Он просит её убить его, и она выключает его аппарат искусственной вентиляции легких. Джоан входит в комнату и обнаруживает, что Джеймс теперь дышит самостоятельно.
На следующий день Белль набирает «Прогулка на улице» на компьютере Джеймса, чтобы отвлечь свою мать и найти Красную комнату в подвале, которая, по её мнению, является источником силы Джеймса. Джульетта находит пса Ларри, изувеченного в озере, и Белль противостоит своей матери теории о том, что дом вселяется в Джеймса.
Джоан рассказывает ей, что, потеряв веру в Бога после смерти мужа и последующего несчастного случая с Джеймсом, она перевезла семью в дом, надеясь использовать там демоническую энергию, чтобы вернуть Джеймса к жизни.
Той ночью, когда Белль готовится уйти, Джоан сбивает её с ног. Белль просыпается в 3:15 утра, когда её тетя Кэндис приходит в дом. Джеймс встает с кровати и использует энергию Красной комнаты, которая оживляет его тело. Белль спускается вниз, когда Кэндис входит в дом, но Джеймс стреляет в Кэндис из дробовика. Белль забирает Джульетту из своей комнаты, но дом запирает двери, не позволяя им сбежать.
Джоан сталкивается с Джеймсом в своей спальне и, зная, что ей грозит смерть, достает свое распятие и протягивает его Джеймсу, но на него это не влияет. Он напоминает ей, что с потерей веры Бог не может её спасти. Джеймс стреляет Джоан в грудь, затем бросает её на кровать и стреляет ей в голову.
Он заманивает Джульетту на третий этаж, где пытается убить её, но его останавливает Белль, которая схватывает его, в результате чего они оба выпадают из окна. Она вытаскивает Джеймса за пределы круга, после чего его тело снова засыхает до парализованной формы, и он умирает, поблагодарив её за то, что она освободила его от одержимости.
Эпилог кинохроники показывает, что Белль допрашивают об убийстве её матери, тети и брата. Однако Джульетта подтверждает рассказ Белль о том, что Джеймс был убийцей. На орудии убийства были обнаружены отпечатки пальцев Джеймса, но доктор Милтон опровергает это утверждение из-за паралича Джеймса. Новостной репортаж комментирует ещё одну трагедию, произошедшую в доме Амитивилля.

## В ролях
- Белла Торн — Белль[5][6]
- Камерон Монахэн — Джеймс[7]
- Дженнифер Джейсон Ли — Джоан[6][8]
- Томас Манн — Терренс[7]
- Маккенна Грейс — Джульетта
- Дженнифер Моррисон — Кэндис
- Кертвуд Смит — доктор Милтон
- Тейлор Спрейтлер — Марисса[7]
- Клеопатра Коулмэн — Энни

## Производство

### Разработка
Изначально фильм задумывался как отдельный фильм под названием «Амитивилль: Утерянные ленты». Dimension Films и Blumhouse Productions должны были совместно продюсировать фильм по сценарию Кейси Ла Скала и Дэниела Фаррандса. Это должен был быть фильм с найденными кадрами в стиле очень успешных фильмов Ла Скала и Блюмхауса о паранормальных явлениях. В сюжете участвовала «амбициозная женщина-стажер телевизионных новостей, находящаяся на грани раскрытия самого известного в мире дела о доме с привидениями, которая возглавляет команду журналистов, священнослужителей и исследователей паранормальных явлений в расследовании странных событий, о которых станет известно». как «Ужас Амитивилля», только для того, чтобы невольно открыть дверь в нереальное, которую она, возможно, никогда не сможет закрыть".
Франк Халфун должен был написать сценарий и снять фильм, а съемки должны были начаться летом и быть выпущены к 27 января 2012 года. В пресс-релизе Боб Вайнштейн заявил: «Мы очень рады вернуться к мифологии Ужаса Амитивилля. с новым и ужасающим видением, которое удовлетворит наших существующих поклонников, а также познакомит совершенно новую аудиторию с этим популярным преследующим феноменом». После нескольких задержек фильм был переписан с совершенно новой историей и сценарием Халфуном. В марте 2014 года эта новая итерация была переименована.

### Кастинг
В том же месяце Дженнифер Джейсон Ли и Белла Торн подписались на главные роли. В апреле на фильм подписались Томас Манн, Тейлор Спрейтлер и Кэмерон Монаган.

### Съемки фильма
Основные фотографии начинаются в мае, ориентировочная дата выпуска — 2015 год. Дальнейшие задержки, в том числе повторные съемки в феврале 2016 года, отодвинули выпуск фильма на конец 2016 года, а затем на начало 2017 года.

## Сборы
Несмотря на задержки в США, 20 июля 2017 года фильм начал свой прокат в Украине и Центральной Америке, где фильм собрал 580 466 долларов на 830 экранах. Фильм был выпущен на Филиппинах 2 августа 2017 года.
Фильм был выпущен ограниченным тиражом в США 28 октября 2017 года. Показываясь в 10 кинотеатрах, в дебютный уик-энд фильм собрал всего 742 доллара в первые выходные (в среднем 74 доллара на место), заняв 60-е место в прокате. Кассовый провал связывают со скандалом вокруг Харви Вайнштейна.

## Критический ответ
Пробуждение получило в основном смешанные отзывы. Согласно агрегатору обзоров Rotten Tomatoes, фильм имеет рейтинг одобрения 30 % на основе 20 обзоров и средний рейтинг 3,90/10. На Metacritic, который присваивает рецензиям нормализованную оценку, фильм имеет средневзвешенную оценку 42 из 100, основанную на 4 критиках, что указывает на «смешанные или средние отзывы».
Уитни Сиболд из IGN дал фильму оценку 5,5 из 10, написав, что фильм, «хотя в основном это обычный фильм-призрак без особых зацепок, кроме его знаменитого сеттинга, может, по крайней мере, претендовать на то, чтобы быть одним из наиболее смотрибельных фильмов. Фильмы об Амитивилле, чего бы ни стоила эта похвала», и назвал его «возможно, лучшим фильмом об Амитивилле с 1983 года». Dread Central дал фильму две с половиной звезды из пяти, заявив: «В конце концов, это не такой уж плохой фильм, но зрителям, ищущим новые безумные впечатления от Амитивилля, придется продолжать преследовать эту хромую серию фильмов ужасов.»

## Домашние СМИ
Фильм был выпущен на Blu-ray, DVD и по запросу 14 ноября 2017 года, но не был выпущен в Великобритании.